# 2003年日本グランプリ (4輪)
2003年日本グランプリ（XXIX Fuji Television Japanese Grand Prix）は、2003年F1世界選手権の第16戦として、2003年（平成15年）10月12日に鈴鹿サーキットで開催された。

## 概要
2003年シーズン最終戦を迎え、日本GPは2000年以来となるチャンピオン決定戦となった。
ドライバーズ部門は前戦アメリカGP終了時点で2人の候補に絞られた。ミハエル・シューマッハ（フェラーリ）がランキング2位のキミ・ライコネン（マクラーレン）に対して9ポイント差を付けており、シューマッハは今回1ポイントでも獲得すればタイトル決定という絶対的有利な状況にある。ライコネンは優勝した上で、シューマッハが無得点に終わることを期待しなければならない。
コンストラクターズ部門はフェラーリをウィリアムズが3ポイント差で追っている。ウィリアムズのドライバーは個人タイトル争いから脱落したものの、チームのタイトル奪取にむけてモチベーションを高めていた。
また、コンストラクターズ5位を賭けて、ザウバー（19ポイント）、B・A・R（18ポイント）、ジャガー（18ポイント）、トヨタ（16ポイント）の争いが注目された。

## レース前
ジャック・ヴィルヌーヴはこのレースを最後にBARから離脱することが決まっていた。BARの来シーズンのドライバーとしてバトンが残留、そのチームメイトには佐藤が発表されたからである。ところが日本GP直前、ヴィルヌーヴが急遽出走を取りやめることとなり、かわりにこのレースから佐藤琢磨が参加することが発表された。
ジョーダンは金曜テストのドライバーに日本人の本山哲を起用する。ミナルディはこのレースでもジャンマリア・ブルーニを金曜テストに起用した。
ミナルディは金曜日に、チームに対してスポンサー料未払いを続ける企業ロゴの上に「Not paid」と書かれた赤いロゴを掲載した。土曜日以降はこのロゴは削除されている。

## 予選
金曜の予選1回目ではヤルノ・トゥルーリ（ルノー）がコースレコードを更新してトップタイムを記録した。トゥルーリはここ4戦で3回目のQ1最速から初ポールポジションを狙う。以下、ラルフ・シューマッハ（ウィリアムズ）、ミハエル・シューマッハ（フェラーリ）、デビッド・クルサード（マクラーレン）、キミ・ライコネン（マクラーレン）までがトップ5。
土曜の予選2回目は曇り空から霧雨が舞うコンディションで始まった。各車スリックタイヤでタイムを記録していったが、セッション折り返し頃より小雨がコースを濡らし始め、出走順が遅い者（Q1上位勢）ほど影響を被ることになった。ラスト3番目のミハエルは14番手のタイムに止まり、ラルフとトゥルーリに至ってはアタックラップを中止してピットに戻らざるをえず、まさかの最後尾グリッドに沈んだ。今季より導入された予選ワンアタック方式の怖さが浮かび上がる形となった。
ポールポジションは14番手アタックのルーベンス・バリチェロが獲得し、2位には13番手アタックのファン・パブロ・モントーヤ（ウィリアムズ）がつけた。地元のトヨタは出走順に恵まれたこともあり、F1参戦2年目で初めてセカンドローに2台を並べた。

### 予選結果
| 順位   | No | ドライバー                       | チーム                   | Q2タイム | 差     | Q1順位 | Q1タイム |
| ------ | -- | -------------------------------- | ------------------------ | -------- | ------ | ------ | -------- |
| 1      | 2  | ルーベンス・バリチェロ           | フェラーリ               | 1'31.713 | -      | 7      | 1'30.758 |
| 2      | 3  | ファン・パブロ・モントーヤ       | ウィリアムズ・BMW        | 1'32.412 | +0.699 | 8      | 1'31.201 |
| 3      | 21 | クリスチアーノ・ダ・マッタ       | トヨタ                   | 1'32.419 | +0.706 | 14     | 1'32.256 |
| 4      | 20 | オリビエ・パニス                 | トヨタ                   | 1'32.862 | +1.149 | 13     | 1'31.908 |
| 5      | 8  | フェルナンド・アロンソ           | ルノー                   | 1'33.044 | +1.331 | 6      | 1'30.624 |
| 6      | 14 | マーク・ウェバー                 | ジャガー・フォード       | 1'33.106 | +1.393 | 9      | 1'31.305 |
| 7      | 5  | デビッド・クルサード             | マクラーレン・メルセデス | 1'33.137 | +1.424 | 4      | 1'30.482 |
| 8      | 6  | キミ・ライコネン                 | マクラーレン・メルセデス | 1'33.272 | +1.559 | 5      | 1'30.558 |
| 9      | 17 | ジェンソン・バトン               | BAR・ホンダ              | 1'33.474 | +1.761 | 16     | 1'32.374 |
| 10     | 15 | ジャスティン・ウィルソン         | ジャガー・コスワース     | 1'33.558 | +1.845 | 15     | 1'32.291 |
| 11     | 9  | ニック・ハイドフェルド           | ザウバー・ペトロナス     | 1'33.632 | +1.919 | 10     | 1'31.783 |
| 12     | 10 | ハインツ＝ハラルド・フレンツェン | ザウバー・ペトロナス     | 1'33.896 | +2.183 | 12     | 1'31.892 |
| 13     | 16 | 佐藤琢磨                         | BAR・ホンダ              | 1'33.924 | +2.211 | 11     | 1'31.832 |
| 14     | 1  | ミハエル・シューマッハ           | フェラーリ               | 1'34.302 | +2.589 | 3      | 1'30.464 |
| 15     | 12 | ラルフ・ファーマン               | ジョーダン・フォード     | 1'34.771 | +3.058 | 17     | 1'33.057 |
| 16     | 11 | ジャンカルロ・フィジケラ         | ジョーダン・フォード     | 1'34.912 | +3.199 | 18     | 1'33.313 |
| 17     | 19 | ヨス・フェルスタッペン           | ミナルディ・コスワース   | 1'34.975 | +3.262 | 19     | 1'34.836 |
| 20     | 18 | ニコラス・キエーサ               | ミナルディ・コスワース   | 1'37.226 | +5.513 | 20     | 1'36.181 |
| 21     | 4  | ラルフ・シューマッハ             | ウィリアムズ・BMW        | No Time  |        | 2      | 1'30.343 |
| 22     | 7  | ヤルノ・トゥルーリ               | ルノー                   | No Time  |        | 1      | 1'30.281 |
| ソース |    |                                  |                          |          |        |        |          |

## 決勝

### 展開
決勝スタート時の気温は21度、路面温度は23度。曇り空に覆われ、路面は完全に乾いていないが、各車スリックタイヤを装着した。ミナルディのフェルスタッペンはピットスタートを選択した。
スタートではアロンソがトヨタ勢を抜いて3位に浮上した。ヘアピン立ち上がりでバリチェロがマシンを滑らせた隙を突き、モントーヤがスプーンへの飛び込みでトップを奪う。オープニングラップ終了時の順位はモントーヤ、バリチェロ、アロンソ、ダ・マッタ、クルサード、ライコネン。ミハエルは12位、トゥルーリは13位までポジションを上げたが、ラルフはシケインでスピンして19位まで後退した。
佐藤はシケインでジャガーの2台をパスして9位に浮上した。6周目、シケインでミハエルが佐藤のインを突いたが、接触してフロントウィングが脱落。緊急ピットインにより最下位に転落した。
先頭のモントーヤはバリチェロ以下をハイペースで引き離していくが、9周目に油圧制御系のトラブルによりリタイアした。同じころフレンツェンも接触の影響からかエンジンが壊れてリタイヤ。結果的にこれが最後のF1グランプリとなってしまった。
バリチェロが労せずトップに立ち、アロンソが僅差で追う展開となるが、17周目、アロンソがエンジンから白煙を上げてリタイアした。アロンソは2ピットイン作戦を狙っており、戦略でバリチェロを逆転できたはずと悔しがった。バリチェロはクルサードに15秒以上の差を付けて独走状態となる。優勝が至上命令とされるライコネンはペースが上がらず、単独で3位を走行。しかし、バリチェロに何らかのトラブルが発生すれば、マクラーレンのチームオーダーによりライコネンが先頭に立つ可能性もあった。
ミハエルは最後尾からポイント獲得圏内までポジションを回復したが、後方から弟ラルフのアタックを受けた。41周目、シケインでミハエルが7位のダ・マッタに仕掛けたが、行き場をなくして急ブレーキ。これにラルフが追突してスピンした。ミハエルはダメージを受けずに済んだが、ラルフは本日3回目のシケインでのアクシデントにより後退し、ウィリアムズのコンストラクターズ獲得は絶望的になった。
バリチェロは危なげなく53周を走破し、今季2勝目を達成。フェラーリのコンストラクターズ5連覇に貴重な貢献を果たした。マクラーレン勢はピットインにより順位が入れ替わり、2位ライコネン、3位クルサードとなった。B・A・Rは2ストップ作戦を成功させ、バトンが4位、佐藤が6位にダブル入賞。目標のコンストラクターズ5位を実現し、ピットは歓喜に包まれた。逆に、トヨタは3ピット作戦が裏目に出て、ダ・マッタ7位、パニス10位に終わった。最下位スタートのトゥルーリは5位まで挽回した。
ミハエルは8位でフィニッシュし、必要な1ポイントを獲得してドライバーズチャンピオン4連覇を達成した。通算6回目となり、1957年にファン・マヌエル・ファンジオが樹立した5回を46年ぶりに塗り替えた。

### 決勝結果
| 順位     | No | ドライバー                       | チーム                  | 周回 | タイム      | グリッド | ポイント |
| -------- | -- | -------------------------------- | ----------------------- | ---- | ----------- | -------- | -------- |
| 1        | 2  | ルーベンス・バリチェロ           | フェラーリ              | 53   | 1:25:11.743 | 1        | 10       |
| 2        | 6  | キミ・ライコネン                 | マクラーレン-メルセデス | 53   | +11.085     | 8        | 8        |
| 3        | 5  | デビッド・クルサード             | マクラーレン-メルセデス | 53   | +11.614     | 7        | 6        |
| 4        | 17 | ジェンソン・バトン               | B・A・R-ホンダ          | 53   | +33.106     | 9        | 5        |
| 5        | 7  | ヤルノ・トゥルーリ               | ルノー                  | 53   | +34.269     | 20       | 4        |
| 6        | 16 | 佐藤琢磨                         | B・A・R-ホンダ          | 53   | +51.692     | 13       | 3        |
| 7        | 21 | クリスチアーノ・ダ・マッタ       | トヨタ                  | 53   | +56.794     | 3        | 2        |
| 8        | 1  | ミハエル・シューマッハ           | フェラーリ              | 53   | +59.487     | 14       | 1        |
| 9        | 9  | ニック・ハイドフェルド           | ザウバー-ペトロナス     | 53   | +1:00.159   | 11       |          |
| 10       | 20 | オリビエ・パニス                 | トヨタ                  | 53   | +1:01.844   | 4        |          |
| 11       | 14 | マーク・ウェバー                 | ジャガー-コスワース     | 53   | +1:11.005   | 6        |          |
| 12       | 4  | ラルフ・シューマッハ             | ウィリアムズ-BMW        | 52   | +1 Lap      | 19       |          |
| 13       | 15 | ジャスティン・ウィルソン         | ジャガー-コスワース     | 52   | +1 Lap      | 10       |          |
| 14       | 12 | ラルフ・ファーマン               | ジョーダン-フォード     | 51   | +2 Laps     | 15       |          |
| 15       | 19 | ヨス・フェルスタッペン           | ミナルディ-コスワース   | 51   | +2 Laps     | 17       |          |
| 16       | 18 | ニコラス・キエーサ               | ミナルディ-コスワース   | 50   | +3 Laps     | 18       |          |
| リタイア | 11 | ジャンカルロ・フィジケラ         | ジョーダン-フォード     | 33   | 燃料切れ    | 16       |          |
| リタイア | 8  | フェルナンド・アロンソ           | ルノー                  | 17   | エンジン    | 5        |          |
| リタイア | 10 | ハインツ＝ハラルド・フレンツェン | ザウバー-ペトロナス     | 9    | エンジン    | 12       |          |
| リタイア | 3  | ファン・パブロ・モントーヤ       | ウィリアムズ-BMW        | 9    | 油圧        | 2        |          |
| ソース   |    |                                  |                         |      |             |          |          |

- ファステストラップ：ラルフ・シューマッハ（ウィリアムズ・BMW） 1'33.408 (LAP 43)[3]
- ラップリーダー：ファン・パブロ・モントーヤ (LAP 1-8) - ルーベンス・バリチェロ (LAP 9-12) - キミ・ライコネン (LAP 13) - ジェンソン・バトン (LAP 14-16) - ルーベンス・バリチェロ (LAP 17-40) - デビッド・クルサード (LAP 41) - ルーベンス・バリチェロ (LAP 42-53)

## 注
- 130Rとシケインの改修により、鈴鹿のコース全長は14m短縮された。
- 最後のレース：ラルフ・ファーマン、ジャスティン・ウィルソン、ニコラス・キエーサ、ハインツ＝ハラルド・フレンツェン、ヨス・フェルスタッペン

## 第16戦終了時点でのランキング
- 太字はワールドチャンピオン

| 順位 | ドライバー                 | ポイント |
| ---- | -------------------------- | -------- |
| 1    | ミハエル・シューマッハ     | 93       |
| 2    | キミ・ライコネン           | 91       |
| 3    | ファン・パブロ・モントーヤ | 82       |
| 4    | ルーベンス・バリチェロ     | 65       |
| 5    | ラルフ・シューマッハ       | 58       |

| 順位 | コンストラクター        | ポイント |
| ---- | ----------------------- | -------- |
| 1    | フェラーリ              | 158      |
| 2    | ウィリアムズ-BMW        | 144      |
| 3    | マクラーレン-メルセデス | 142      |
| 4    | ルノー                  | 88       |
| 5    | B・A・R-ホンダ          | 26       |

- 注：ドライバー、コンストラクター共にトップ5のみ表示。